# Renée Jullien
Pour les articles homonymes, voir Jullien.
Renée Marguerite Ernestine Jullien, née le 14 janvier 1903 à Paris et morte le 12 mars 1999 à Aix-en-Provence, est une artiste peintre française.

## Biographie
Fille du compositeur Georges-Maurice-René Jullien et de Madeleine Gretillat, elle entre à l’École des Beaux-Arts de Paris en 1919, présentée par les peintres Louis-François Biloul et Jules Adler.
Elle est la première femme à être distinguée lors du concours du « prix de Rome », recevant le deuxième second grand prix en 1923 avec une peinture sur le thème du Golgotha, le peintre Pierre Dionisi remportant le premier grand prix. En 1954 elle est lauréate du prix Paul Liot décerné lors du Salon de la Société des artistes français à Paris
Elle épouse en 1929 l'architecte Jean-Paul Hellet-Ferret, avec qui elle a une fille, Claude.